# Tu tomberas avec la nuit
Tu tomberas avec la nuit est un roman écrit par René Frégni, publié pour la première fois en 2008 et édité par Gallimard.

## Résumé
Avec comme seule arme une plume,René Frégni nous raconte les surprenantes conséquences de sa relation avec un truand marseillais,rencontré dans un atelier d'écriture carcéral. Cette amitié lui a valu une terrifiante garde à vue déclenchant le harcèlement d'un juge. Vibrant à chaque page d'une rage explosive,Tu tomberas avec la nuit lève le voile sur le scandale des lieux de détention français. Il nous donne à voir le combat d'un homme contre une justice malade, dont le fonctionnement est ici digne du Procès de Kafka.

### Chapitre 1
Tout au long de l'histoire René Frégni, le personnage principal de ce roman, nous explique pourquoi il a voulu tuer un juge.
René a pour habitude de se rendre à la prison de Saint-Anne à Avignon pour y faire des ateliers d'écriture avec des détenus. Ces rencontres se déroulent dans une agréable atmosphère, ce qui le pousse à renouveler l'expérience à chaque fois.
Sa voisine Karine connait les habitudes de René, et sait qu'il s'y rend tous les jeudis. Elle lui demande donc avec insistance de l'emmener avec lui pour y voir son compagnon. Seulement Karine emprunte sans son accord et sans permis la voiture de René. Lorsque ce dernier s'en aperçoit, il décide de ne plus emmener sa voisine à ses visites hebdomadaires.
Face à la réaction de René, Karine décide de faire appel à ses frères qui vont commencer par s'en prendre à lui de manière verbale. L'indifférence de ce dernier va les pousser à s'en prendre à Marilou, sa fille . 
Inquiet pour sa petite fille, René décide d'en parler à Max, un ancien boxeur professionnel rencontré lors des ateliers d'écriture en prison. L'amitié qui les lie va permettre d'éloigner la famille de Karine, et n'aura plus d'ennuis avec ces derniers.

### Chapitres 2 et 3
Max propose à René Frégni d'ouvrir un restaurant en bas de chez lui. Malgré ses réticences, Frégni finit par accepter cette proposition.
Après l'ouverture du restaurant avec Max, l'appartement de René Frégni est perquisitionné car Max est un ancien détenu de prison : René Frégni est soupçonné de blanchiment d'argent.
Il est ensuite placé en garde à vue durant 96 heures au commissariat et en restera traumatisé. Max et René Frégni n'ont donc plus le droit d'ouvrir le restaurant. L'auteur est accusé avant même d'être jugé, il s'agit donc d'une violation de la présomption d'innocence.
La rencontre entre le juge et René Frégni se passe mal, ce qui entraîne la mise sous contrôle judiciaire de ce dernier qui doit, par conséquent, se présenter chaque vendredi au commissariat de sa ville.

### Chapitres 4, 5 et 6
Dans ces chapitres, René Frégni est accusé par le juge d'avoir volé des bouteilles de vin dans son propre restaurant. Le juge fait preuve d'acharnement : il fait fouiller une deuxième fois son appartement devant sa fille, interdit ses ateliers, ses interventions et l'ouverture de son restaurant. Cet acharnement provoque des problèmes d'ordre financier et l'empêche d'écrire. René Frégni écrit alors dans les journaux qu'il ne compte plus se faire humilier par ce juge. Quelques jours plus tard, il se fait arrêter par trois policiers à cause de cette lettre qu'il avait envoyée à la presse. Le secret d'instruction n'a pas été respecté par le juge.

## Personnages principaux
- René Frégni : à la fois auteur et narrateur de l'histoire.
- Marilou : fille de  René Frégni.
- Max : ancien détenu, devenu ami de l'auteur. Ils se rencontrent en prison lors d'une intervention de René Frégni aux ateliers d'écriture.
- Karine : voisine de René Frégni qui l'utilise pour aller à la prison voir son petit ami. Elle emprunte sa voiture sans lui demander l'autorisation.
- Les frères de Carine : appelés par Carine pour faire pression sur René en menaçant sa fille.
- Le juge : René souhaite le tuer car il le persécute.
- Son avocat : soutien de René, il le défend lors de son jugement.
- L'institutrice : elle aide financièrement et moralement René Frégni à la fin du livre.

## Réception par la presse
Le livre fut reçu par la presse avec un fort intérêt car il relate une histoire réelle : René Frégni ayant vécu et par la suite médiatisé cette affaire, dont la procédure paraissait douteuse, Le Dauphiné, Le Parisien et Libération publient plusieurs articles et des interviews.
De manière générale, le livre a reçu de bonnes critiques. L’avis du comité de lecture de Montagny résume bien l’ensemble de ces critiques : « Une histoire originale, courte, bien construite, bouleversante. On est pris par l’attente du dénouement. Très intéressant, du suspens, facile et agréable à lire ».

## Prix
- Prix Monte-Cristo 2008[1]
- Prix Nice Baie des Anges 2008[1]